# Vikýř

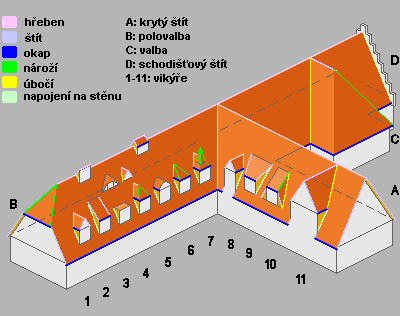
1 – sedlový vikýř
2 – pultový vikýř
3 – vikýř s plochou střechou
4 – valbový vikýř
5 – obloukový vikýř
6 – valbový vikýř bez hřebene
7 – vikýř se střešní nástavbou (věžička krytá stanovou střechou)
8 – mansardový vikýř (čelní stěna vikýře je ve stejné rovině jako obvodová zeď)
9 – pultový vikýř s lichoběžníkovou, (rozšiřující se), střechou
10 – trapézový vikýř

Vikýř je nadstřešní konstrukce, která slouží k prosvětlení a provětrání prostoru pod střechou. Z toho důvodu mají vikýře u obytných domů obvykle okno. Rozsáhlé pásové vikýře mohou současně zvětšovat použitelný obytný prostor pod střechou.
Protože konstrukce vikýřů je poměrně složitá tesařská práce, častěji se dnes řeší osvětlení a ventilace podkrovních obytných prostor jednodušším osazením střešních oken do šikmé střešní roviny.

## Tvary vikýřů
Architektonický tvar vikýře je dán jeho zastřešením a bočními stěnami
svislé boční stěny
- sedlový – vikýř má sedlovou střechu
- pultový – vikýř má pultovou střechu
- valbový – vikýř má valbovou střechu
- obloukový – vikýř má oblou střechu a obvykle obloukový štítek nad oknem

se šikmými bočními náběhy
- štítový – trojboký vikýř, má zpravidla trojúhelníkové okno v čelní stěně
- trapézový – vikýř má pultovou střechu

s oblými náběhy na pultovou střechu
- románský – střecha vikýře má tvar části kužele
- volské oko – vikýř podobný románskému vikýři, ale má protáhlé bočnice
- napoleonský klobouk
- štičí tlama resp. štika (střešní otvor se táhne přes několik krokví)[1]
- chmelový vikýř

Vikýře – příklady
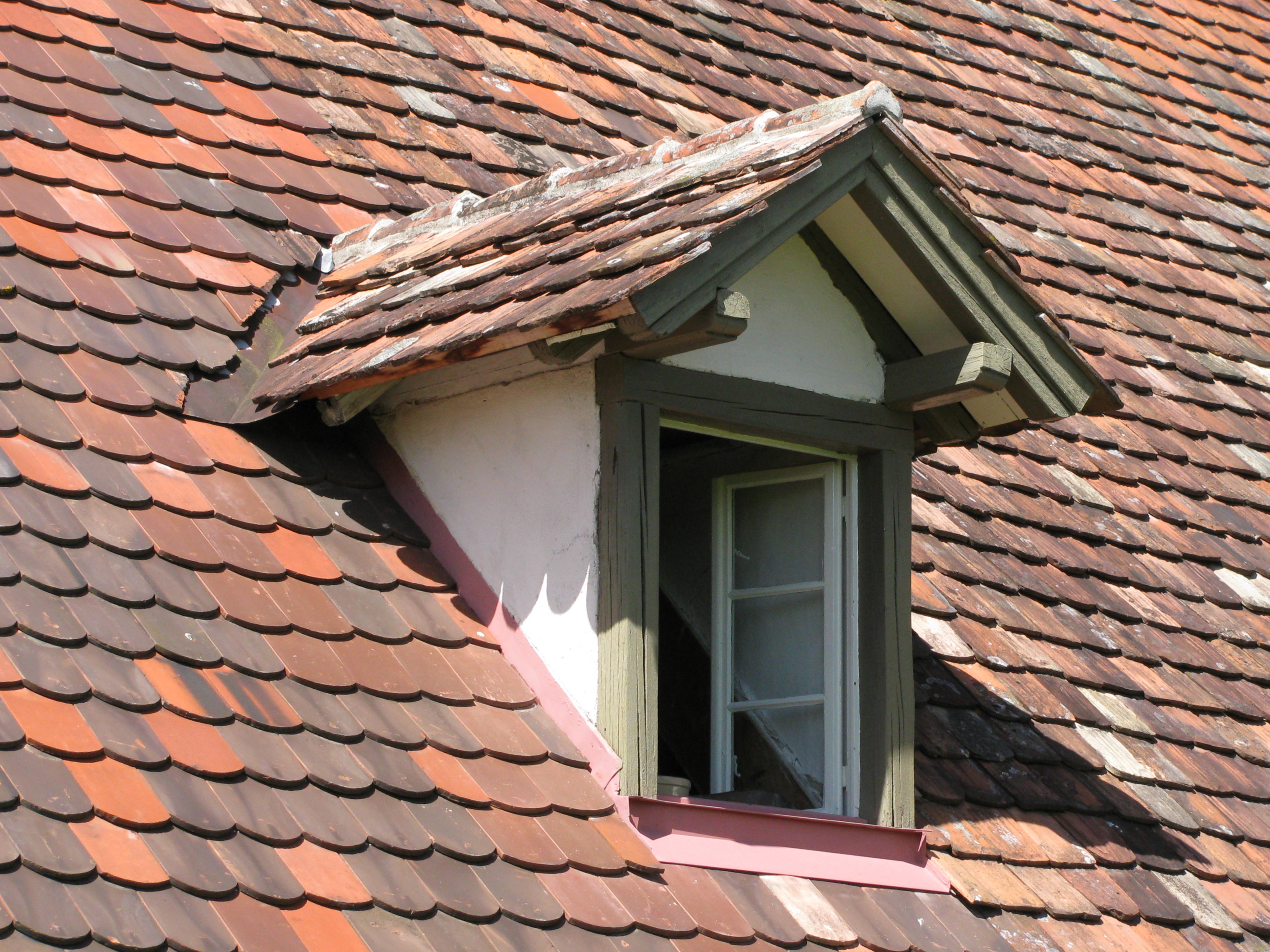
Sedlový vikýř
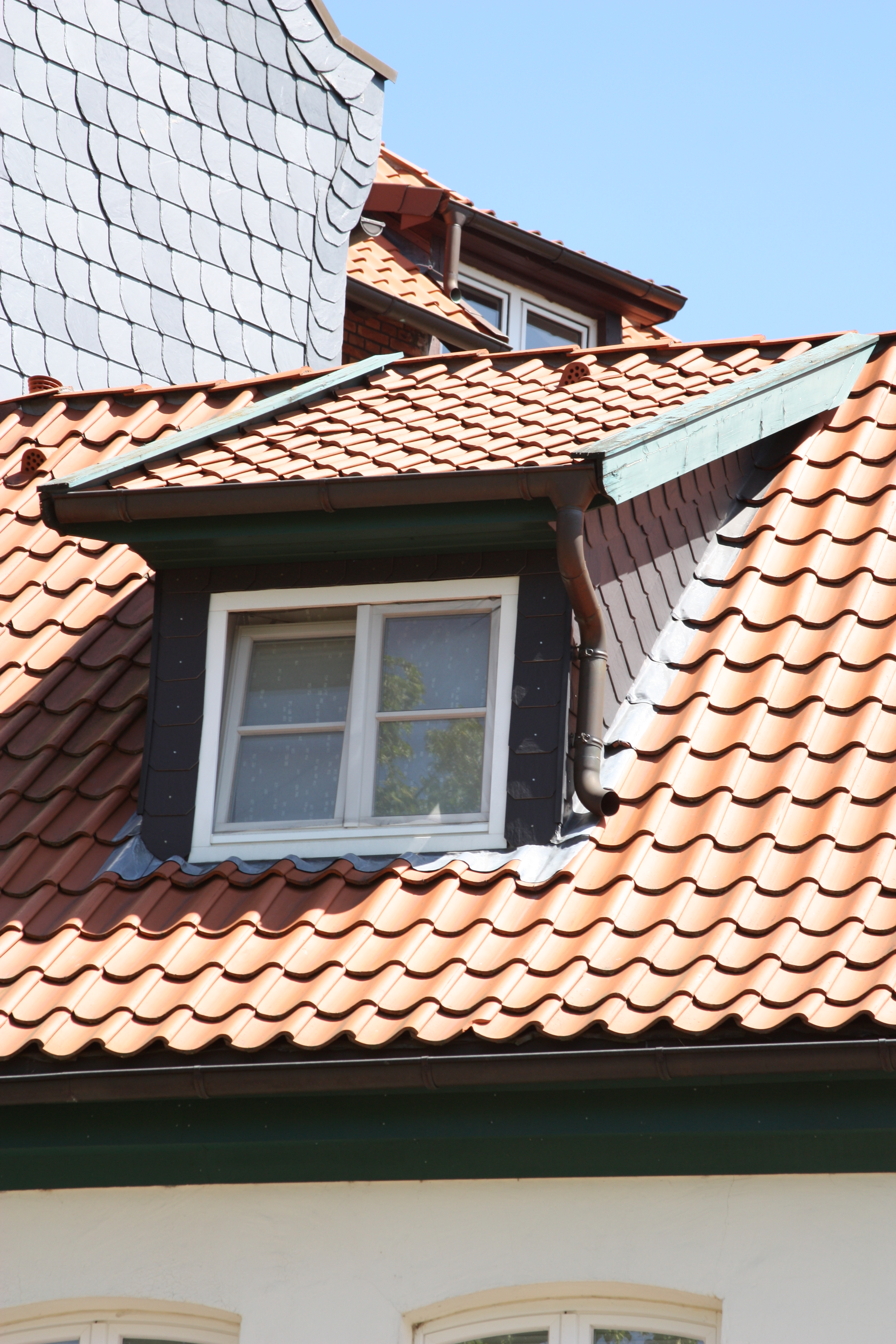
Pultový vikýř
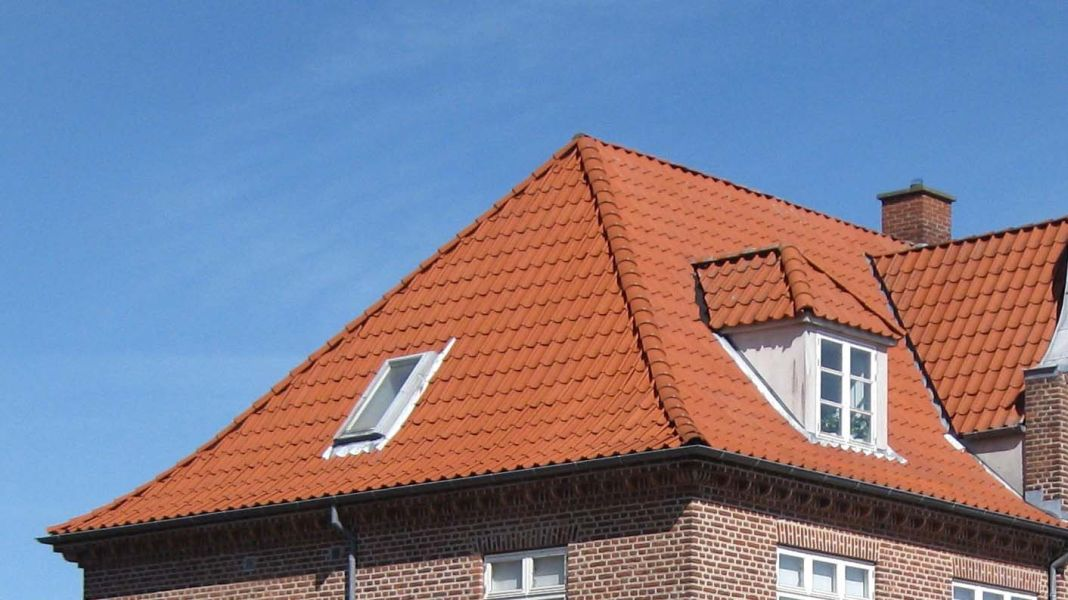
Valbový vikýř a střešní okno
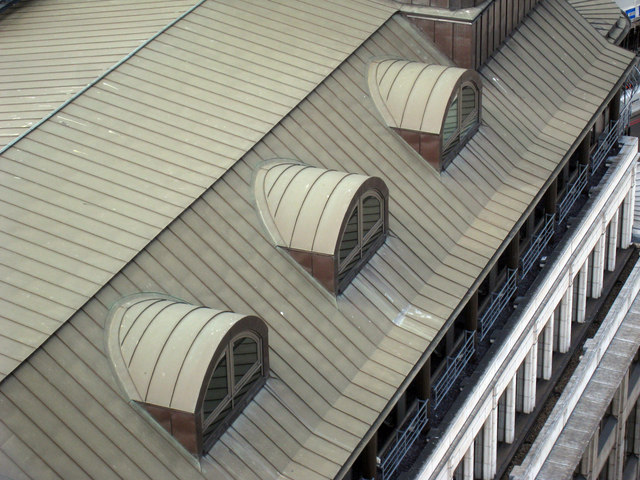
Obloukové vikýře
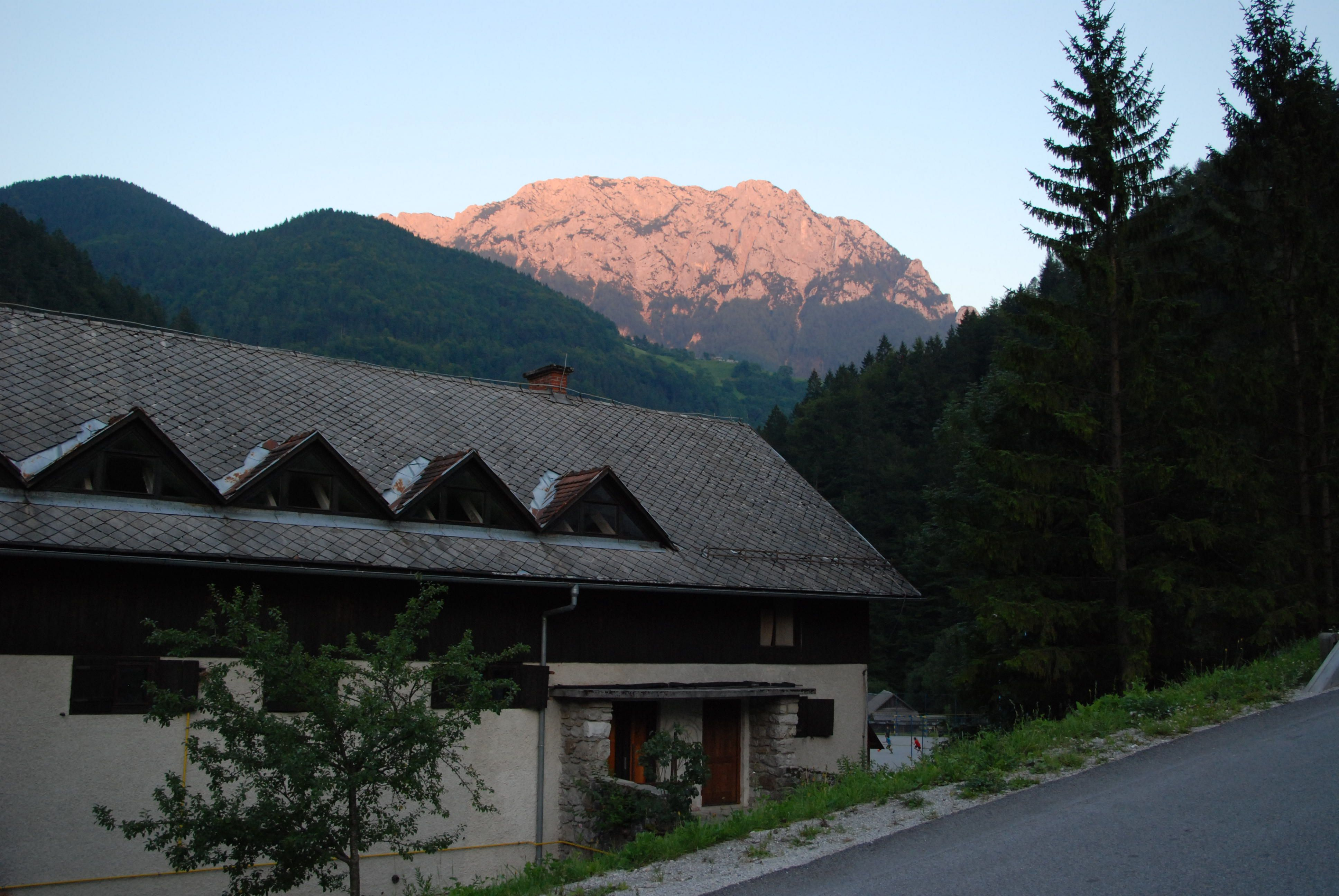
Štítové (trojboké) vikýře
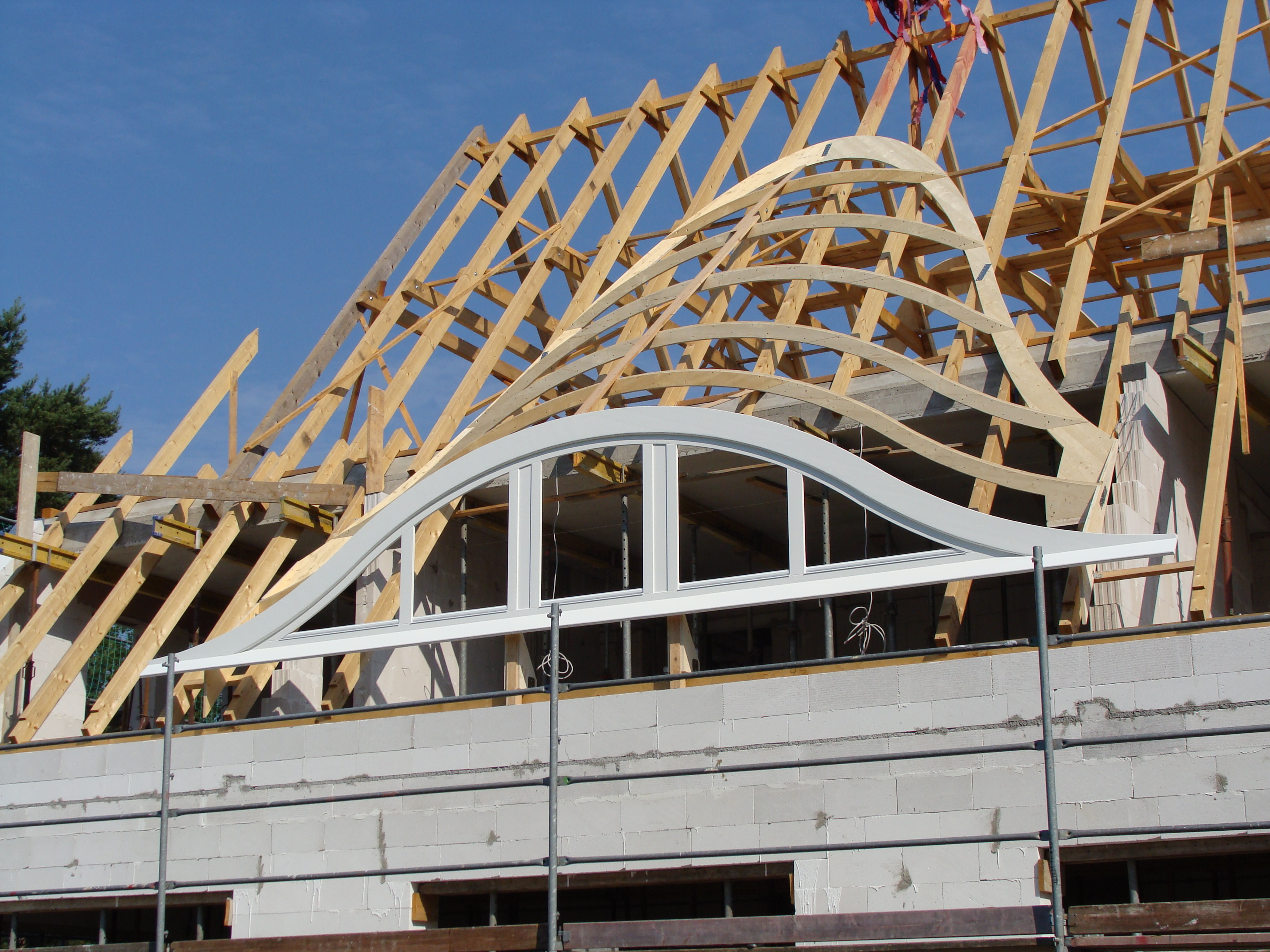
Napoleonský klobouk
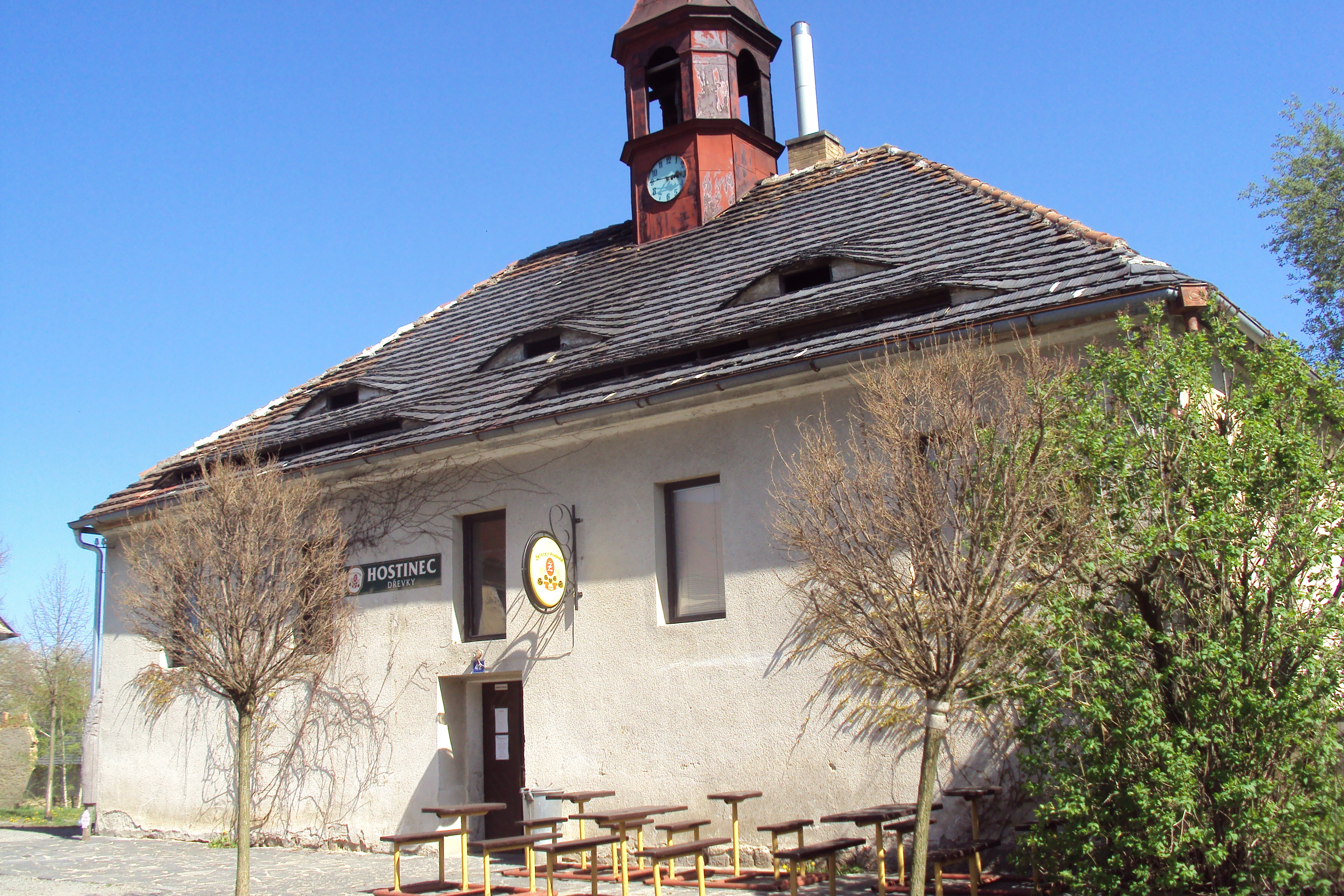
Volská oka (nahoře) a chmelové vikýře
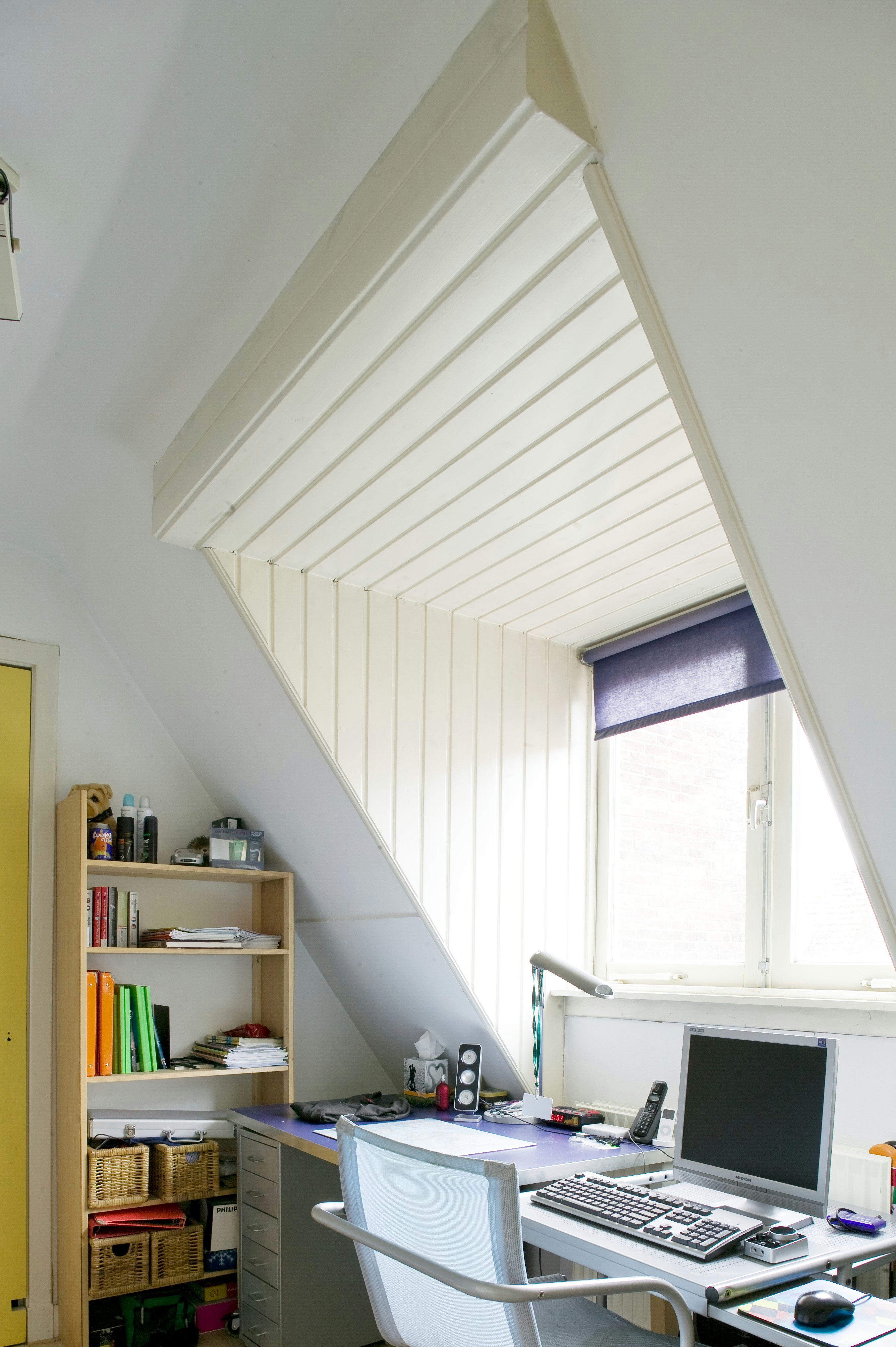
Vikýř v interiéru